# Аль-Мансур ан-Насір
Аль-Мансур ан-Насір бін Мухаммед (араб. المنصور الناصر بن أحمد; помер 1462) – імам Зейдитської держави в Ємені.